# 박성웅 (야구 선수)
박성웅(1999년 8월 20일 ~ )은 KBO 리그 한화 이글스의 투수이다. 개명 전 이름은 '박주홍(朴柱洪)'이다.

## 아마추어 시절
광주제일고등학교 시절 주축 선수로 활약했다. 1차 지명 후보에 올랐지만 작은 체구와 구속 문제로 2차 지명으로 밀렸다.

## 한국 프로야구 시절

### 한화 이글스시절
2018년에 2라운드 전체 14번으로 입단하였다. 2018년 3월 24일 넥센전에서 구원 등판하며 데뷔 첫 경기를 치렀고, 경기에서 0.2이닝 무실점을 기록했다.

## 호주 프로야구 시절
2019년에 질롱 코리아에 입단하였다.

## 출신 학교
- 광주서석초등학교
- 광주충장중학교
- 광주제일고등학교

## 통산 기록
| 연도 | 팀명  | 평균자책점 | 경기 | 완투 | 완봉 | 승 | 패 | 세 | 홀 | 승률  | 타자 | 이닝 | 피안타 | 피홈런 | 볼넷 | 사구 | 탈삼진 | 실점 | 자책점 |
| ---- | ----- | ---------- | ---- | ---- | ---- | -- | -- | -- | -- | ----- | ---- | ---- | ------ | ------ | ---- | ---- | ------ | ---- | ------ |
| 2018 | 한화  | 8.68       | 22   | 0    | 0    | 1  | 1  | 0  | 0  | 0.500 | 94   | 18⅔  | 26     | 4      | 10   | 2    | 18     | 18   | 18     |
| 2019 | 한화  | 7.98       | 29   | 0    | 0    | 0  | 4  | 0  | 1  | 0.000 | 188  | 38⅓  | 51     | 8      | 24   | 2    | 27     | 37   | 34     |
| 2020 | 한화  | 8.39       | 11   | 0    | 0    | 0  | 5  | 0  | 0  | 0.000 | 117  | 24⅔  | 30     | 5      | 16   | 0    | 19     | 24   | 23     |
| 2021 | 한화  | 12.00      | 2    | 0    | 0    | 1  | 1  | 0  | 1  | 0.500 | 18   | 3    | 2      | 0      | 9    | 0    | 3      | 4    | 4      |
| 통산 | 3시즌 | 8.40       | 64   | 0    | 0    | 2  | 11 | 0  | 2  | 0.154 | 417  | 84⅔  | 109    | 17     | 59   | 4    | 67     | 83   | 79     |